# Елизабет (Луизијана)
Елизабет (енгл. Elizabeth) град је у америчкој савезној држави Луизијана.

## Демографија
По попису из 2010. године број становника је 532, што је 42 (-7,3%) становника мање него 2000. године.
| Група             | 2000.       | 2010.       |
| Белци             | 511 (89,0%) | 513 (96,4%) |
| Афроамериканци    | 25 (4,4%)   | 3 (0,6%)    |
| Азијати           | 0 (0,0%)    | 0 (0,0%)    |
| Хиспаноамериканци | 16 (2,8%)   | 4 (0,8%)    |
| Укупно            | 574         | 532         |